# Туризм на Кипре

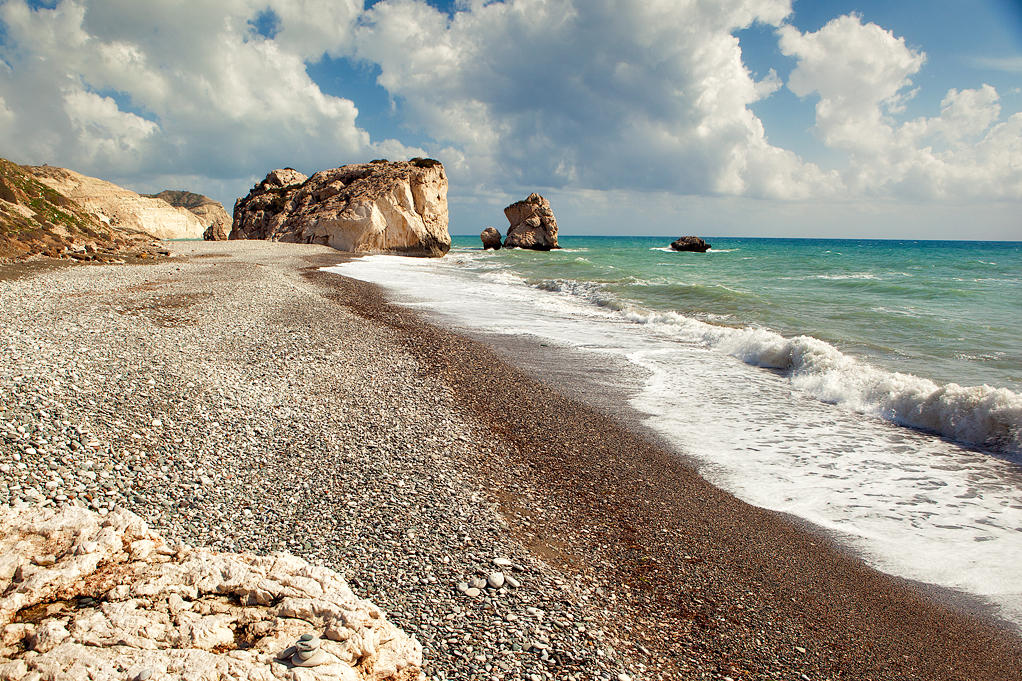
Петра-ту-Ромиу («Скала греков»), где легенда гласит, что Афродита, богиня любви и красоты, вышла из моря.

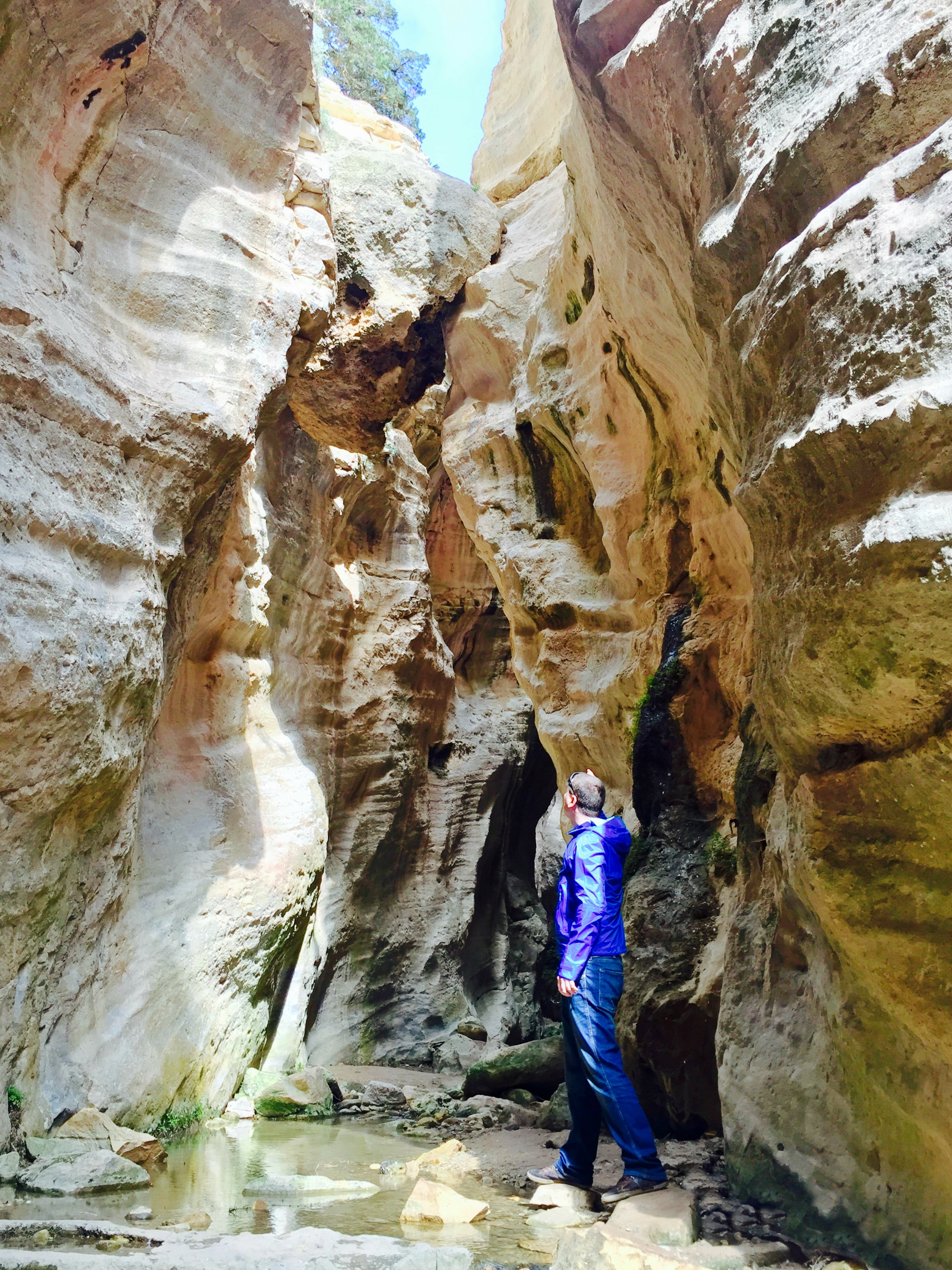
Ущелье на полуострове Акамас

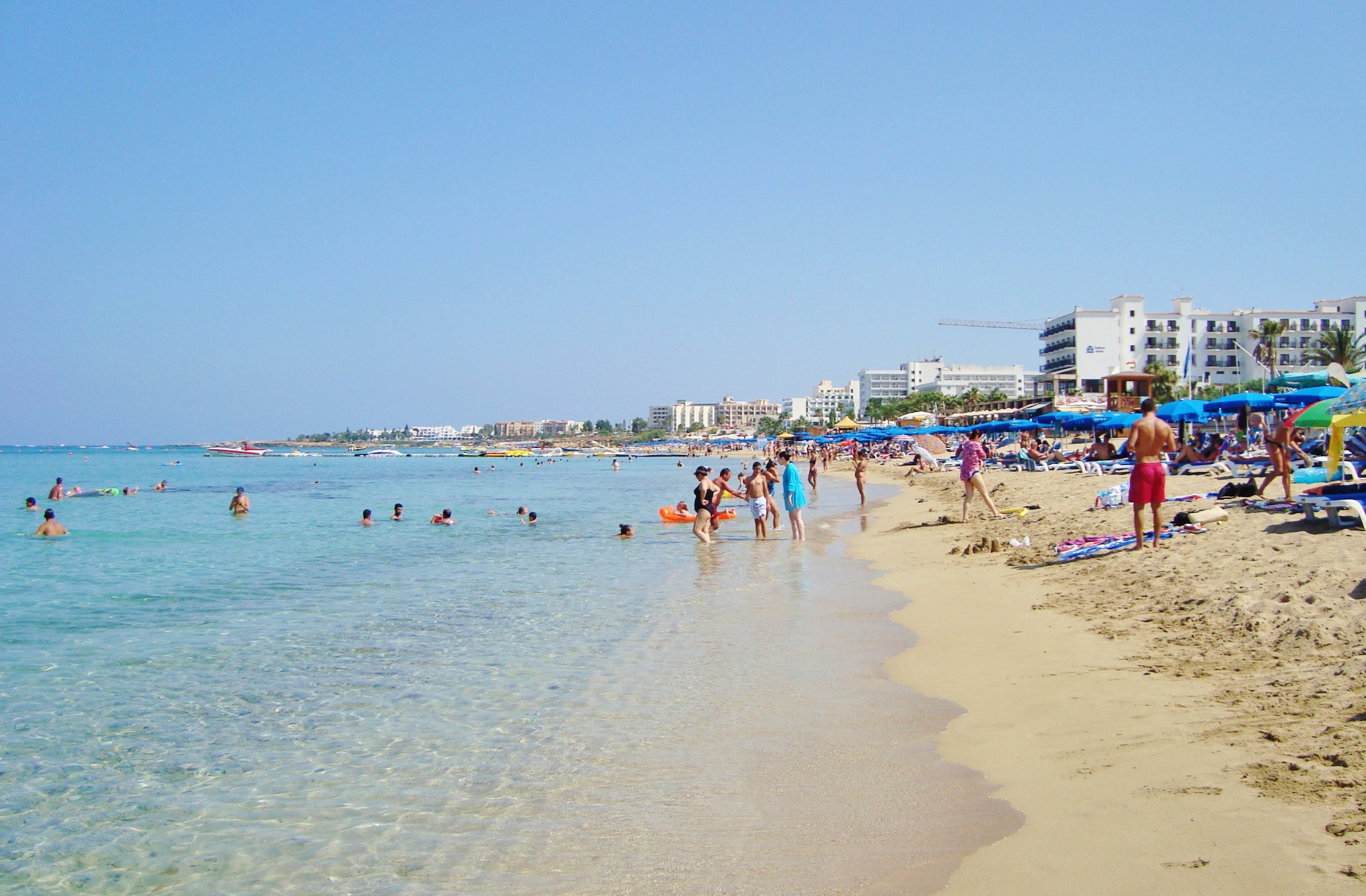
Пляж Протараса

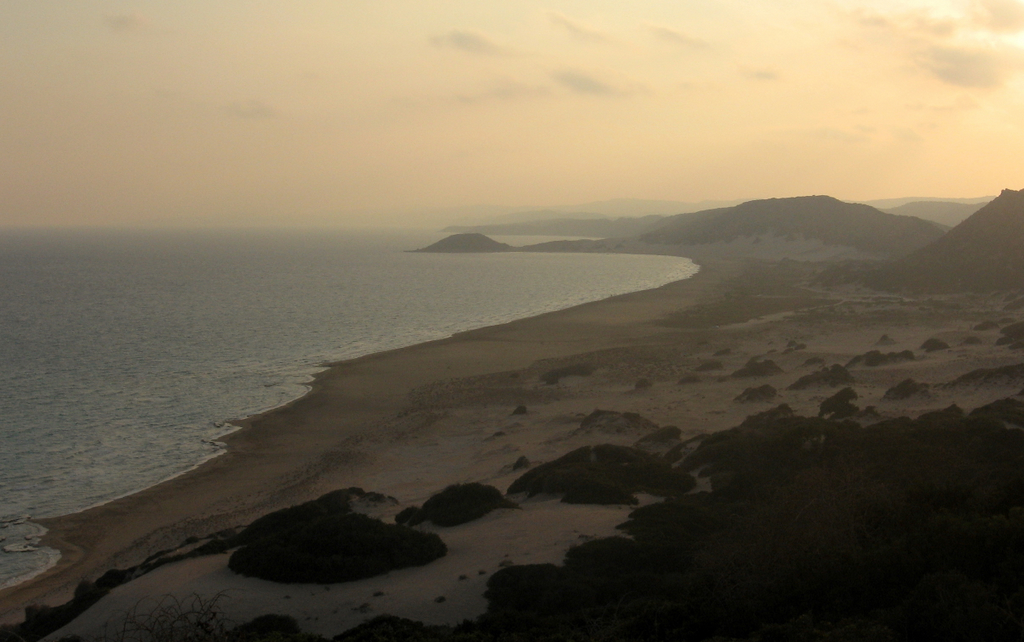
Песчаные пляжи часто используются как места обитания зелёных черепах.

Туризм на Кипре — одна из ключевых сфер экономики Республики Кипр, влияющая на культуру Кипра и её развитие на протяжении многих лет. 
В 2006 году туризм давал 10,7 % ВВП страны, а общая занятость в туристической сфере оценивалась в 113 тысяч человек. 
С турпотоком в 4 миллиона туристов в год Кипр занимает 40-е место по популярности в мире и 6-е место по числу туристов на душу населения. Кипр является полноправным членом Всемирной туристской организации с 1975 года.

## История
Вароша являлась одним из самых популярных курортов мира, где часто бывали голливудские киноактёры. После турецкого вторжения на Кипр квартал превратился в «город-призрак»: ныне его территория охраняется войсками, вход туда запрещён.

## Достопримечательности

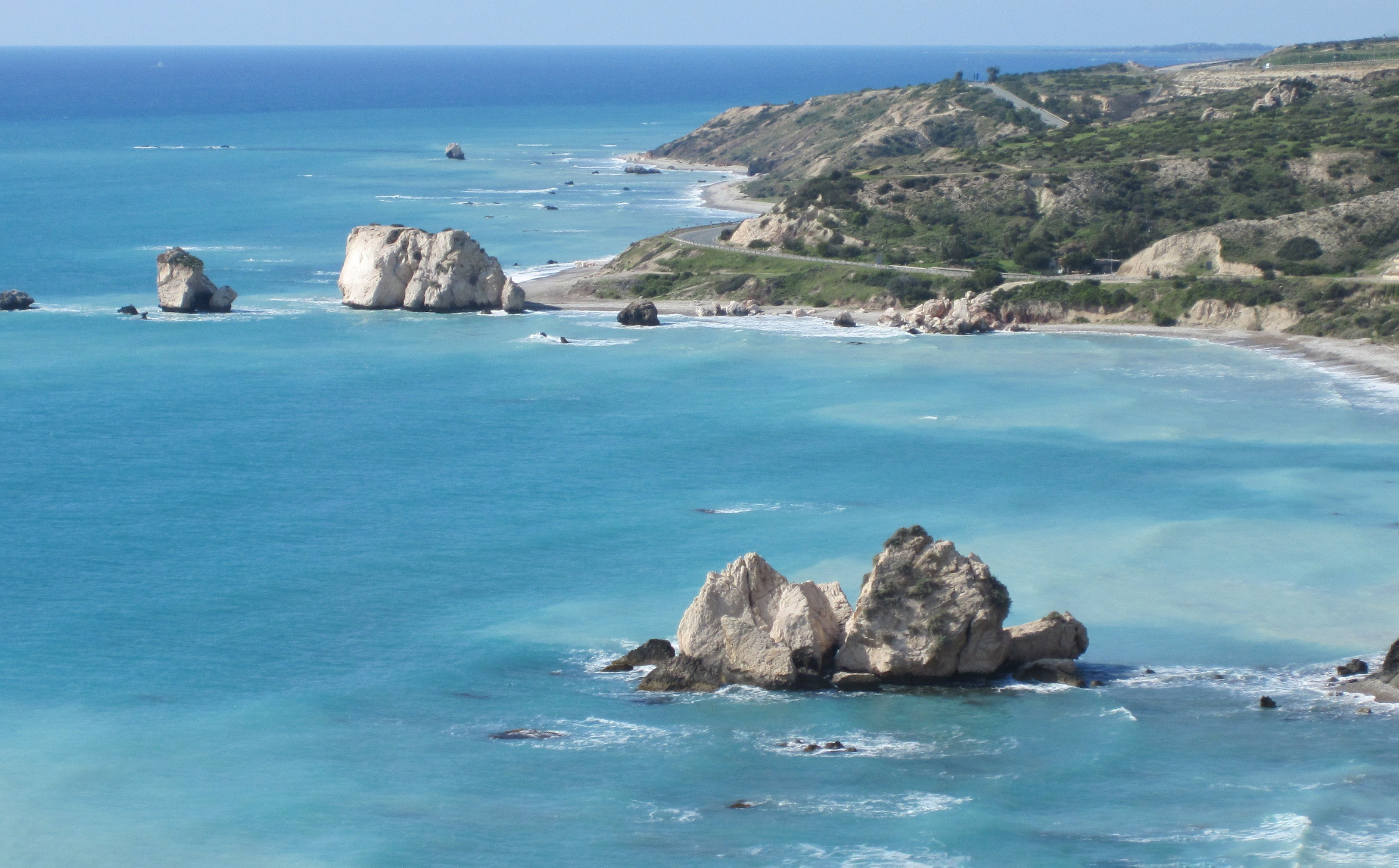
Скала Грека и Сарацинская скала

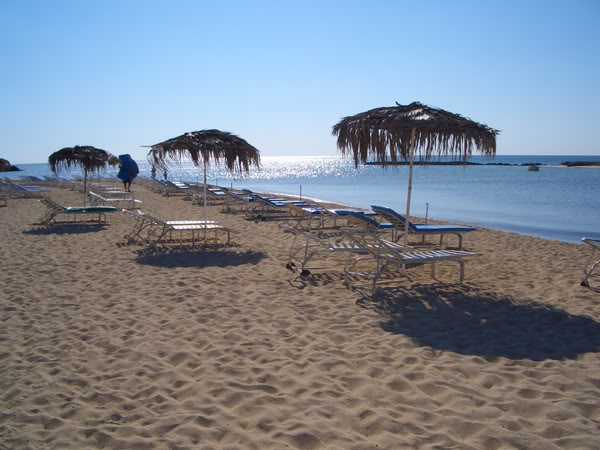
Пляж Айя Фекла

- Кипрский археологический музей
- Петра-ту-Ромиу
- Царские гробницы (Пафос)

## Конкурентоспособность
Согласно отчёту Всемирного экономического форума за 2013 год, туристическая индустрия Кипра занимает 29-е место в мире по общей конкурентоспособности. Что касается туристической инфраструктуры, то относительно индустрии туризма Кипр занимает первое место в мире. С некоторыми из самых популярных и самых чистых пляжей в Европе большая часть туристической индустрии полагается на морское солнце и песок для привлечения туристов. Это отражается в сезонном распределении прибытий туристов, причем непропорционально большое их количество прибывает в летние месяцы.

### Инвестиции
Согласно отчёту Всемирного совета по туризму и путешествиям за 2016 год, общий объем инвестиций в отрасль путешествий и туризма в 2015 году составил 273,7 млн евро (14 % от общего объема инвестиций); прогнозировался рост инвестиций до 384,6 млн евро к 2026 году.

### Голубые флаги
Согласно отчёту KPMG 2020 года, в восточной части острова находится наибольшее количество пляжей, награждённых голубыми флагами.

### Язык и сервис
В связи с ролью острова в туризме важнейшую роль играет английский язык, но с ростом числа российских туристов на острове также получил своё распространение и русский язык. Греческий и турецкий языки остаются основными языками, на которых разговаривают греки-киприоты и турки-киприоты соответственно.

### Персонал и образование
По данным Евростата от 2012 года, Кипр занимал 2-е место по доле выпускников вузов среди населения (на 1-м месте Ирландия): 49,9 % жителей Кипра имеют ученые степени. В 2013 году только три других государства-члена ЕС инвестировали больше государственных средств в образование, чем Кипр по доле ВВП (6,5 % против 5 % в среднем по ЕС).

## Статистика
Прибытие по странам
Большинство туристов прибывают из других стран Европы: более 80 % посетителей приезжают из Северной, Западной и Восточной Европы, из которых британские туристы остаются самыми многочисленными. Этому способствуют несколько факторов, в том числе широко распространенный английский, а также нахождение острова в составе колониальной империи и наличие британских военных баз Акротири и Декелия. 
Мировой экономический кризис 2008—2009 годов отразился в снижении количества туристов, что подчеркнуло чрезмерную зависимость туристической индустрии Кипра от британского рынка. В 2009 году предпринимались усилия по увеличению числа прибывших из других стран. 
В соответствии с современными геополитическими событиями, граждане России стали вторыми в списке по посещениям данной страны; это началось в конце 2000-х и с тех пор их число быстро растёт.
В 2018 году Кипр с туристическими целями посетило 3,93 миллиона человек. Большинство туристов, прибывающих на краткосрочной основе, были из следующих стран:
| Место | Страна                          | 2016 год  | 2017 год    | 2018 год    |
| ----- | ------------------------------- | --------- | ----------- | ----------- |
| 1     | Великобритания                  | 1,157,978 | ▲ 1,253,839 | ▲ 1,327,805 |
| 2     | Россия                          | 781 634   | ▲ 824 494   | ▼ 783 631   |
| 3     | Израиль                         | 148 739   | ▲ 261 966   | ▼232 561    |
| 4     | Германия                        | 124 030   | ▲188 826    | ▲189 200    |
| 5     | Греция                          | 160 254   | ▲169 712    | ▲186 370    |
| 6     | Швеция                          | 115 019   | ▲136 725    | ▲153 769    |
| 7     | Польша                          | 42 683    | ▲56 665     | ▲89 508     |
| 8     | Швейцария (включая Лихтенштейн) | 46 602    | ▲57 540     | ▲74 216     |
| 9     | Украина                         | 62 292    | ▼ 48 190    | ▲69 619     |
| 10    | Румыния                         | 28 741    | ▲ 49 304    | ▲66 969     |